# Discinesia tardiva
La discinesia tardiva è una grave e spesso irreversibile patologia iatrogena (cioè causata da un farmaco) caratterizzata da movimenti involontari (discinesia), il più delle volte coinvolgenti la zona orofacciale, causata dai farmaci neurolettici in particolare quelli di prima generazione come le fenotiazine e l'aloperidolo ma anche, in misura minore, da tutti gli altri neurolettici e i farmaci che bloccano direttamente o indirettamente la trasmissione dopaminergica a livello centrale. Alcuni antiemetici (come la metoclopramide), o, con effetto paradosso e assieme ad acatisia, il dopaminergico levodopa dopo lungo trattamento, possono raramente indurre tale sindrome. È un classico esempio di iatrogenesi.

## Cause e Sintomatologia
La discinesia tardiva rappresenta il più grave effetto collaterale extrapiramidale di questo tipo di farmaci, interessa prevalentemente i muscoli del viso, la bocca e la lingua ma talvolta anche altre parti del corpo come gli arti o i muscoli respiratori, con movimenti ripetitivi e stereotipati come oscillazioni del tronco, movimenti delle dita delle mani o flessioni ed estensioni del piede.
I farmaci che bloccano più fortemente la trasmissione dopaminergica nei circuiti striatriali, come ad esempio i neurolettici di prima generazione, sono quelli più propensi a causare tale sintomatologia specie dopo un uso prolungato e ad alte dosi. Secondo le statistiche, dopo 10 anni di trattamento con un antipsicotico, fino al 60% dei pazienti svilupperà la malattia. Una piccola percentuale sviluppa la discinesia dopo pochi mesi o pochi anni.
Sembra che all'uso degli antipsicotici atipici sia associata una minore incidenza di discinesia tardiva rispetto agli antipsicotici tipici.
Altri farmaci che bloccano solo debolmente la trasmissione dopaminergica centrale, come alcuni antiemetici come la metoclopramide, e farmaci che la bloccano indirettamente, come gli SSRI/SNRI, sono stati dimostrare causare la patologia.
La possibilità di comparsa della patologia è direttamente collegata alla potenza del bloccaggio dei recettori della dopamina, alla dose assunta, al tempo cumulativo di esposizione (cioè l'assunzione pregressa di un anti dopaminergico espone a un maggiore rischio di sviluppare la malattia in futuro a seguito di un nuovo trattamento). La sintomatologia può comparire sia durante il trattamento sia dopo la sua interruzione; in quest'ultimo caso si parla di discinesia da sospensione. Alcuni autori correlano l'esordio della malattia all'uso di un antagonista dopaminergico fino a un anno a seguito della sospensione del farmaco.
Il fumo di sigaretta, il sesso femminile, l'età avanzata, l'esposizione pregressa ad altri neurolettici, l'uso prolungato e ad alti dosaggi specie di farmaci tipici sono stati tutti trovati essere fattori predittivi per la comparsa della patologia.
Sì ritiene che la patologia abbia una prevalenza annuale del 5% nei pazienti trattati cronicamenente con neurolettici e che dopo 10 anni di trattamento continuato il 60% dei pazienti, in media, svilupperà la patologia che tende a regredire spontaneamente nel 30% dei pazienti nell'arco di 5 anni e a migliorare parzialmente in un altro 30%.

## Patogenesi
La patogenesi della malattia non è ancora stata delineata con certezza. L'ipotesi più probabile sembra essere un'ipersensibilità dei recettori della dopamina (in particolare i recettori dopaminergici D2) dovuta al loro blocco esercitato dal farmaco neurolettico nel lungo termine.  Ciò genera a livello dei circuiti extrapiramidali un'esagerata risposta alla dopamina endogena.
Altri studi ipotizzano un danno neuronale dovuto all'effetto pro-ossidante di questi farmaci (l'assunzione di antiossidanti come vitamine o melatonina sembra diminuire la possibilità di sviluppare la sindrome) o a un danneggiamento delle vie gabaergiche (ciò deriva dall'osservazione che le benzodiazepine alleviano i sintomi).
Alcuni autori ipotizzano un processo di plasticità cerebrale maladattivo che porta alla formazione di misprogrammi motori che generano dei segnali errati e quindi i disordini del movimento. La persistenza dei sintomi potrebbe essere dovuta a modificazioni epigenetiche della regolazione del DNA, oltre che ad adattamenti della struttura cerebrale, che potrebbero essere molto lentamente reversibili: a supporto di questa teoria c'è l'osservazione sperimentale che topi trattati con un particolare inibitore delle istone deacetilasi hanno mostrato un notevole e permanente diminuzione dei sintomi della malattia.
Attualmente non esiste una cura, si può prevenire ad esempio minimizzando l'assunzione di neurolettici alla dose minore necessaria, per il tempo minimo necessario e scegliendo come trattamento di prima linea i farmaci di nuova generazione piuttosto che "tipici".

## Terapia
Non esistono trattamenti farmacologici che abbiano prodotto risultati soddisfacenti sulla discinesia tardiva, pertanto è determinante l'utilizzo dei neurolettici solo nei casi strettamente necessari, evitando di somministrare neurolettici nei casi che non siano psicosi o schizofrenia, somministrando la dose minima efficace e cercando di limitare nel tempo il trattamento, sospendendolo eventualmente ai primi segni di discinesia. A causa di questi effetti indesiderati, l'utilizzo di antipsicotici è indicato solo nei casi strettamente necessari, dove sono presenti episodi di psicosi o disturbo bipolare e non è raccomandato, se non come opzione di ultima linea, nel trattamento della depressione e contro l'insonnia.
Un parziale miglioramento dei sintomi si ha con l'utilizzo della tetrabenazina, un agente che diminuisce il rilascio di dopamina. Negli USA questo farmaco è approvato per il trattamento della discinesia tardiva. Altre sostanze che diminuiscono i livelli di dopamina (reserpina e metil dopa) hanno mostrato risultati promettenti in alcuni studi. Un nuovo farmaco, la valbenazina, che ha un meccanismo d'azione analogo alla tetrabenazina, ma con un migliore profilo di effetti collaterali, è stato recentemente approvato dalla FDA.
Le benzodiazepine (in particolare clonazepam) si sono mostrati in grado di controllare i sintomi ma l'uso a lungo termine non è raccomandato a causa dello sviluppo di tolleranza.
Il pramipexolo, un farmaco antiparkinsoniano, ha mostrato un promettente e sostanziale effetto migliorativo nei confronti della malattia in diversi studi.
L'uso di vitamina B6 ad alte dosi sembra migliorare i sintomi della malattia. Una particolare formulazione commerciale di amminoacidi ramificati a corta catena chiamata Tarvil, ha mostrato di migliorare i sintomi in uno studio non in cieco. Gli estratti standardizzati di Ginko Biloba mostrano una certa efficacia nel trattamento della patologia.
Nelle fasi avanzate si può ricorrere alle iniezioni di tossina botulinica per controllare localmente i sintomi.
I farmaci anticolinergici, molto adoperati in passato, avevano un effetto solo apparente. In realtà, agendo negativamente sul rapporto acetilcolina-dopamina, favorivano un'ulteriore sensibilizzazione del sistema dopaminergico, già sbilanciato.